# Cuota de disco
En informática, una cuota de disco es un límite establecido por el administrador del sistema que restringe ciertos aspectos del uso del sistema de archivos en los sistemas operativos modernos. El objetivo de la utilización de las cuotas de disco es limitar la asignación de espacio en el disco duro de una manera razonable. 

## Tipos de cuotas
Hay dos tipos básicos de las cuotas de disco. La primera, conocida como cuota de uso o cuota de bloques, limita la cantidad de espacio en disco que puede ser utilizado. La segunda, conocida como cuota de archivo o de inodo, limita el número de archivos y directorios que se pueden crear.
Además, los administradores suelen definir un nivel de advertencia, o cuota blanda, en la que se informa al usuario que se están acercando a su límite, que es menor que el límite efectivo, o cuota dura. También puede haber un intervalo de gracia pequeño, lo que permite a los usuarios violar temporalmente sus cuotas en ciertas cantidades, si es necesario. Cuando una cuota blanda es violada, el sistema envía normalmente al usuario (y en ocasiones al administrador también) algún tipo de mensaje. 

## Cuotas
Las cuotas de disco se suelen implementar en un esquema por usuario o por grupo. Es decir, un administrador del sistema define una cuota de uso para un determinado usuario o grupo. 
De este modo, un administrador puede impedir que un usuario supere cierta cantidad de recursos de un sistema de archivos, o crear un sistema de acceso por niveles, mediante el cual los usuarios pueden tener diferentes niveles de restricción. Esto se utiliza, por ejemplo, en empresas de alojamiento web para proporcionar diferentes niveles de servicio basado en las necesidades y los medios de los clientes individuales. 
En la mayoría de los casos, las cuotas también son específicas de los sistemas de archivos individuales. Si un administrador quiere limitar el uso de un determinado usuario en todos los sistemas de archivos, una cuota independiente tendría que ser especificada en cada uno. 
Algunos sistemas previenen las operaciones de escritura en disco que daría lugar a violaciones de la cuota dura, mientras que otros prefieren esperar hasta que la cuota ha sido violada antes de denegar las solicitudes de escritura. El usuario suele ser notificado a través de los mensajes de error en la escritura de errores de operación generados por las aplicaciones que han cometido la violación.
Las cuotas de disco son compatibles con los sistemas operativos más modernos, incluidos los sistemas de tipo UNIX, Linux, Solaris, Microsoft Windows (a partir de Windows 2000), Novell NetWare, OpenVMS, y otros. El método de administración de cuotas de disco varían entre cada uno de estos sistemas operativos. Sistemas tipo Unix, por lo general proporciona un comando de cuotas para la administración y vigilancia; aunque también suelen utilizarse interfaces gráficas. Unix y sistemas operativos basados en él cuentan con frecuencia con un espacio temporal donde los usuarios pueden violar sus cuotas durante un breve periodo de tiempo. Windows 2000 y versiones posteriores utilizan la pestaña "Cuota" del cuadro de diálogo de propiedades del disco. Otros sistemas ofrecen sus propios servicios de gestión de cuotas.